# Cryptochloa
Cryptochloa is een geslacht uit de grassenfamilie (Poaceae). De soorten van dit geslacht komen voor in Noord- en Zuid-Amerika. Het geslacht werd voor het eerst beschreven door Jason Richard Swallen.

## Soorten
De Catalogue of New World Grasses [11 december 2011] erkent de volgende soorten:
- Cryptochloa capillata
- Cryptochloa concinna
- Cryptochloa decumbens
- Cryptochloa dressleri
- Cryptochloa soderstromii
- Cryptochloa strictiflora
- Cryptochloa unispiculata
- Cryptochloa variana